# UTC+04:00
| Južni poletni/severni standardni čas Morska območja | Severni poletni/južni standardni čas Standardni čas vse leto |

UTC+04:00 je časovni pas z zamikom +4 ure glede na univerzalni koordinirani čas (UTC). Ta čas se uporablja na naslednjih ozemljih (stanje leta 2016):

## Kot standardni čas (vse leto)

### Evropa
- Rusija
  - Samarska oblast in avtonomna republika Udmurtija.

### Azija
- Armenija
- Azerbajdžan
- Gruzija
- Oman
- Združeni arabski emirati

### Afrika
- Francija:
  - Réunion
- Mavricij
- Sejšeli